# Дракула: Князь Тьмы
«Дракула: Князь Тьмы» (англ. Dracula, Prince of Darkness, 1966) — британский фильм ужасов, снятый режиссёром Теренсом Фишером на студии Hammer Films. Лента снята по системе Techniscope оператором Майклом Ридом.

## Сюжет
Десять лет спустя после убийства Дракулы, настоятель монастыря аббат Шандор посещает таверну, где встречает четырёх английских туристов - Чарльза Кента с женой Дианой и его брата Алана и его жену Хелен. Узнав о цели их визита, отец Шандор категорически запрещает им останавливаться Карлсбате и приближаться к замку. Однако они игнорируют его совет.
Вечером, подъезжая к Карлсбаду, кучер останавливает экипаж и говорит, что он дальше не поедет, потому-что скоро будет ночь. Не объясняя причины, он высаживает их, и оставляет одних посреди леса. Вдруг появляется экипаж без кучера. Он приезжает в замок, где они находят обеденный стол накрытый на четырёх человек и свой багаж доставленный в спальни. Слуга по имени Клов объясняет им, что его хозяин, покойный граф Дракула, оставил инструкции на случай появления гостей. Поужинав, путешественники расходятся по комнатам и готовятся ко сну.
Алан услышав странный шум решает осмотреть замок, спустившись в склеп, его жестоко убивает Клов, используя кровь для воскрешения своего хозяина. Смешав её с прахом Дракулы, он оживляет его. Затем Клов заманивает в склеп Хелен, которая становится жертвой Дракулы.
На следующее утро Чарльз и Диана, не могут найти Алана, Хелен и Клова. Чарльз отводит Диану к хижине дровосека, а сам отправляется в замок на поиски. В склепе Чарльз находит в сундуке расчлененное тело Алана. Клов привозит Диану обратно в замок. В замке она видит Хелен, ставшую вампиром и  Дракулу, который пытается пленить её, но появляется Чарльз, который вырвал её из рук вампира. Они спешно покидают замок, на повозке.
В пути повозка переворачивается и Диана теряет сознание. Чарльз,в течение нескольких часов, несёт её через лес где встречает отца Шандора, который забирает их в свой монастырь. Шандор рассказывает Чарльзу о Дракуле, а также знакомит с сумасшедшим Людвигом, который был под влиянием Дракулы.
Клов едет к монастырю,  с гробами, в которых лежат Хелен и Дракула. Клов просит ночлега у монахов. Ему отказали, однако позволили переночевать у ворот. Ночью Людвиг, приглашает вампиров войти внутрь монастыря. Хелен убеждает Диану открыть для неё окно, утверждая, что Дракула больше не контролирует её. Но открыв окно, она кусает Диану за руку. На крики Дианы в комнату врывается Чарльз и вампиры скрываются. Отец Шандор стерилизует укус светом керосиновой лампы.
Позже монахи поймали Хелен. Её убивают осиновым колом. Людвиг приводит Дианы в комнату где прячется Дракула, который гипнотизирует её и принуждает выпить его кровь, но Чарльз снова останавливает его. Дракула спешно уходит, забрав с собой Диану.
Чарльз и Шандор преследуют фургон Дракулы, которым управляет Клов, они обгоняют фургон и преграждают ему путь. Клова убивают. Однако лошади продолжили скакать к замку. Гроб Дракулы сползает в ледяной ров возле замка. Чарльз вооружившись осиновым колом спускается в ров, Дракула успевает вырваться из гроба и нападает на него. Отец Шандор выстрелами заставляет лед расколоться. Воспользовавшись моментом, Чарльз Кент выбирается из рва. Дракула погружается в воду и погибает.

## Роли
- Кристофер Ли - Дракула
- Барбара Шелли - Хелен Кент
- Эндрю Кейр - отец Шандор
- Фрэнсис Мэттьюз - Чарльз Кент
- Сьюзен Фармер - Диана Кент
- Чарльз Тингвелл - Алан Кент
- Торли Уолтерс - Людвиг
- Филипп Лейтем - Клов
- Уолтер Браун - Брат Марк
- Джордж Вудбридж - арендодатель
- Джек Ламберт - Брат Петр
- Филипп Рей - священник
- Джойс Хемсон - мать
- Джон Максим - водитель повозки

## Производство
В этом фильме Дракула не произносит ни одного слова, не считая криков в момент гибели. Прочитав сценарий, Кристофер Ли посчитал диалоги своего персонажа настолько ужасными, что вовсе отказался от них. Однако сценарист Джимми Сангстер в своих мемуарах "Внутри Хаммера" (Reynolds & Херн, 2001), заявил, что "вампиры не умеют разговаривать. Так что я не писал ему никаких диалогов. Крис Ли заявил, что он отказывается произносить, якобы написанные мной диалоги... Судите сами, почему у Кристофера Ли не было диалогов в картине. Возьмите мой сценарий. Я ничего такого не писал".
В 1967 году фильм был новеллизирован писателем Джоном Бёрком: он стал частью его книги The Second Hammer Horror Film Omnibus.
Картина снималась сразу вместе с фильмом «Распутин, безумный монах» (1966) с использованием тех же актёров, членов съемочной группы и декораций. Барбара Шелли вспоминала как во время съёмок этого фильма она случайно проглотила один из своих искусственных клыков. И потом пила соленую воду, чтобы вернуть его обратно, из-за плотного графика съемок (а также из-за отсутствия запасных наборов клыков).
Картина вышла в прокат вместе с фильмом «Чума зомби». На сеансы фанатам выдавали пластиковые вампирские клыки и картонные очки "зобми-глаза".

## Релиз на DVD
Было объявлено, что STUDIOCANAL (Великобритания) выпустит Blu-ray версию фильма 27 февраля 2012 года.